# Geoffrey Lister

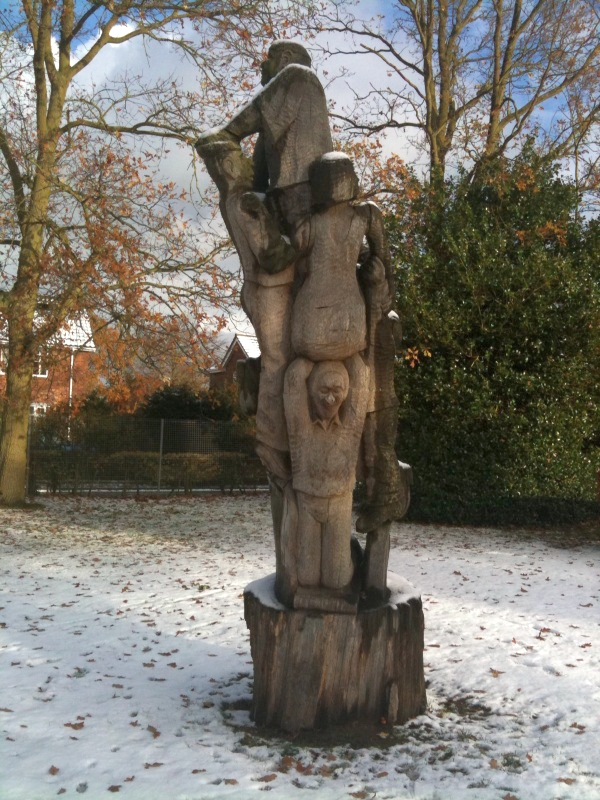
Eine Holzstatue erinnert im Memorial Park von North Walsham an die Niederschlagung des Bauernaufstands von 1381 in Norfolk

Geoffrey Lister (auch Litster oder Litester; † um 26. Juni 1381 bei North Walsham) war ein englischer Rebell. Er gehörte zu den Führern des Bauernaufstands von 1381 im ostenglischen Norfolk.
Geoffrey Lister war ein relativ wohlhabender Färber aus dem Dorf Felmingham bei North Walsham. Er wurde zum Führer der Aufständischen im östlichen Norfolk, nachdem sich die Peasants’ Revolt Mitte Juni rasch in ganz Norfolk ausgebreitet hatte. Bereits am 17. Juni war er der Anführer einer großen Anzahl von Aufständischen, die sich in Mousehold Heath vor Norwich, dem Sitz des Bischofs und der Hauptstadt von Norfolk,  versammelten. Unterstützt wurde Lister von Sir Roger Bacon und Thomas Gissing, zwei unzufriedenen Angehörigen der Gentry. In Mousehold ermordeten die Aufständischen den Friedensrichter Reginald Eccles, den Ritter Sir Robert Salle und John Newlyn, einen Leibeigenen des Duke of Lancaster.
Anschließend drangen die Rebellen in Norwich ein, wobei sie auch Norwich Castle besetzten. Lister hatte die Kaufleute der Stadt zunächst auf seine Seite gebracht, in dem er ihnen zusicherte, dass es nicht zu Plünderungen kommen würde. Dennoch kam es in der Stadt rasch zu Ausschreitungen, bei denen auch das nahe der Stadt gelegene Frauenkloster Carrow Abbey geplündert wurde. Anschließend führte Lister die Rebellen nach Yarmouth, wo Kaufmannshäuser geplündert, Zolleinnehmer angegriffen und Urkunden zerstört wurden. Danach wandte sich Lister mit seinen Anhängern nach North Walsham, wo sie Gimingham, ein Gut des Duke of Lancaster angriffen.
Lister stachelte die Rebellen dazu an, Besitzungen von Klöstern anzugreifen, und soll sogar versucht haben, William de Ufford, 2. Earl of Suffolk, gefangen zu nehmen. Dieser konnte jedoch entkommen, stattdessen zwangen die Rebellen mindestens fünf Ritter und Angehörige der Gentry, sich ihnen anzuschließen. Angeblich soll Lister sich King of the Commons genannt haben, doch als er erfuhr, dass die Rebellion in London niedergeschlagen und ihr Anführer Wat Tyler am 15. Juni getötet worden war, wollte er Verhandlungen mit dem König aufnehmen. Er sandte zwei der Ritter in Begleitung dreier Vertrauter nach London, um vom König eine Begnadigung zu erhalten, dann verschanzte er sich mit seinen Anhängern in einem mit Graben und Palisaden befestigten Lager bei North Walsham. Die Abgesandten trafen bei Newmarket auf Henry Despenser, den Bischof von Norwich, der mit einem Heer zur Niederschlagung der Rebellion auf dem Weg nach Norwich war. Der Bischof ließ die drei Rebellen hinrichten und zog dann mit seinen Truppen nach North Walsham, das er vermutlich am 26. Juni erreichte. Die Truppen des Bischofs konnten das Lager rasch stürmen, zahlreiche Aufständische wurden getötet oder gefangen genommen, auch Lister geriet in Gefangenschaft. Bischof Despenser verurteilte ihn, seine Autorität dabei überschreitend, zum Tod durch Hängen und Köpfen. Der Bischof nahm Lister selbst die Beichte ab und soll seinen Kopf gestützt haben, damit er nicht auf dem Boden aufschlug, als Lister zur Hinrichtung geschleift wurde.